# Бристоль (аеропорт)
Аеропорт Бристоль (англ. Bristol Airport, (IATA: BRS, ICAO: EGGD)) — пасажирський аеропорт, розташований за 13 км SW від міста Бристоль, Велика Британія.
Аеропорт є хабом для:
- BMI Regional
- easyJet
- Ryanair
- Thomas Cook Airlines
- TUI Airways

## Авіалінії та напрямки
| Авіакомпанія         | Пункт призначення |
| -------------------- | --- |
| Aer Lingus Regional  | Корк, Дублін |
| Air Malta            | Сезонний: Мальта |
| Aurigny              | Гернсі |
| BH Air               | Сезонний: Бургас |
| easyJet              | Аліканте, Амстердам, Афіни, Барселона, Базель-Мюлуз, Белфаст, Берлін-Шенефельд, Більбао, Бордо, Копенгаген, Единбург, Фару, Фуертевентура, Мадейра, Женева, Гібралтар, Глазго, Інвернесс, Острів Мен, Краків, Лансароте, Ларнака, Лісабон, Мадрид, Малага, Мурсія-Сан-Хавьєр, Неаполь, Ньюкасл, Пальма-де-Мальорка, Пафос, Париж-Шарль де Голль, Піза, Порту, Прага, Рим–Фіумічіно, Севілья, Стокгольм-Арланда, Тенерифе-Південний, Тулуза, Венеція, Відень Сезонний: Бодрум, Катанія, Кефалонія, Корфу, Даламан, Дубровник, Генуя, Гран-Канарія, Гренобль, Іракліон, Ібіца, Інсбрук, Кіттіля, Ла-Рошель, Ліон, Менорка, Марсель, Нант, Ніцца, Ольбія, Естерсунд, Пула, Рейк'явік, Зальцбург, Софія, Спліт, Турин, Закінф |
| Flybe                | Гернсі, Джерсі Сезонний чартер: Інсбрук |
| Flybmi               | Абердин, Брюссель, Дюссельдорф, Франкфурт, Гамбург, Мюнхен, Париж-Шарль де Голль |
| KLM                  | Амстердам |
| Ryanair              | Аліканте, Бергамо, Бухарест, Будапешт, Кельн/Бонн, Дублін, Фару, Гданськ, Гран-Канарія, Каунас, Нок, Краків, Лансароте, Малага, Мальта, Познань, Ряшів, Севілья, Тенерифе-Південний, Валенсія, Венеція, Варшава-Модлін, Вроцлав Сезонний: Бержерак, Безьє, Болонья, Ханья, Жирона, Ібіца, Лімож, Пальма-де-Мальорка, Реус, Шаннон |
| Thomas Cook Airlines | Лансароте, Тенерифе-Південний Сезонний: Альмерія, Анталія, Бодрум (з 24 травня 2019),, Бургас, Корфу, Даламан, Енфіда (з 20 лютого 2019), Фуертевентура, Жирона, Гран-Канарія, Женева, Іракліон, Хургада, Ібіца, Кефалонія, Кос, Ларнака, Мальта, Менорка, Пальма-де-Мальорка, Пафос, Превеза, Родос, Рованіемі, Скіатос, Закінф |
| Titan Airways        | Сезонний: Шамбері |
| TUI Airways          | Гран-Канарія, Хургада, Лансароте, Малага, Пафос, Сал, Тенерифе-Південний Сезонний: Аліканте, Анталія, Бодрум, Барбадос, Бургас, Канкун, Ханья, Корфу, Даламан, Дубровник, Фару, Фуертевентура, Жирона, Іракліон, Ібіца, Кефалонія, Кос, Ларнака, Мальта, Марракеш (з 26 лютого 2019),, Менорка, Неаполь, Орландо, Пальма-де-Мальорка, Пула, Реус, Рейк'явік, Родос, Санторіні, Скіатос, Салоніки, Верона, Закінф Сезонний чартер: Шамбері, Женева, Інсбрук, Зальцбург, Турин, Кіттіля |
| Wizz Air             | Катовиці |

## Наземний транспорт
Аеропорт знаходиться поруч з дорогою A38, пов'язаний з двома великими шосе: M4 і M5.
Автобуси оператора Bristol International Flyer прямують до залізничного та автовокзалу Бристоля, а також до бристольського району Кліфтон.

## Статистика
|                                     | Пасажирообіг | Авіатрафік | Пасажирообіг аеропорту Бристоль 1997–2017 (млн) |
| ----------------------------------- | ------------ | ---------- | ----------------------------------------------- |
| 1997                                | 1,614,837    | 59,547     |                                                 |
| 1998                                | 1,838,219    | 61,582     |                                                 |
| 1999                                | 1,993,331    | 62,072     |                                                 |
| 2000                                | 2,141,525    | 63,252     |                                                 |
| 2001                                | 2,694,464    | 69,854     |                                                 |
| 2002                                | 3,445,945    | 72,152     |                                                 |
| 2003                                | 3,915,072    | 74,635     |                                                 |
| 2004                                | 4,647,266    | 77,956     |                                                 |
| 2005                                | 5,253,752    | 84,289     |                                                 |
| 2006                                | 5,757,963    | 84,583     |                                                 |
| 2007                                | 5,926,774    | 76,428     |                                                 |
| 2008                                | 6,267,114    | 76,517     |                                                 |
| 2009                                | 5,642,921    | 70,245     |                                                 |
| 2010                                | 5,747,604    | 69,134     |                                                 |
| 2011                                | 5,780,746    | 66,179     |                                                 |
| 2012                                | 5,921,530    | 61,206     |                                                 |
| 2013                                | 6,131,896    | 65,299     |                                                 |
| 2014                                | 6,339,805    | 64,230     |                                                 |
| 2015                                | 6,786,790    | 68,074     |                                                 |
| 2016                                | 7,610,780    | 73,536     |                                                 |
| 2017                                | 8,239,250    | 76,199     |                                                 |
| Source: UK Civil Aviation Authority |              |            |                                                 |